# Hartville (Missouri)
Hartville település az Amerikai Egyesült Államok Missouri államában, Wright megyében, melynek megyeszékhelye is. Lakosainak száma 594 fő (2020. április 1.).

## Népesség
A település népességének változása:

| 2010 | 613 |
| 2020 | 594 |